# 13歲的Hello Work DS
《13歲的Hello Work DS》是Digital Works Entertainment於2008年5月29日發售的任天堂DS用職業體驗冒險遊戲，改編自村上龍賣出130萬本的著作《13歲的Hello Work》（台灣書名：《工作大未來—從13歲開始迎向世界》）。是第一個發表把音樂軟件人物「初音未來」加入的遊戲（第一個加入以初音未來製作的音樂的商業遊戲則是《鳥之星 ～Aerial Planet～》）。

## 故事簡介
2020年科技急速進步，研究機械人的加藤博士於此時創造了擁有高思考和運動能力的，雖然製作費非常昂貴，但其工作能力十分高。然而在反面，願意工作的人類急劇下降至數個百份比。2023年，政府意識到事態嚴重，而設立「教育部」和「職業研究計劃WORP」，加藤博士則開始研究時間機器，希望回到過去收集各種職業的資料。2030年，時間機器研究完成，加藤未來、時任翔志願工作而回到2008年。

## 登場人物
加藤未來（聲：北乃紀伊）
2017年出生的13歲少女，機械人開發者「加藤博士」的女兒。對爸爸的時間機器研究有興趣，而志願帶著機械犬Rush從2030年回到2008年，負責收集各種職業的資料。入讀加藤大地的學校後和他成為搭檔。
Rush（聲：天野博之）
從未來小時候已經一起生活的機械犬，帶有時間機器的功能。
加藤大地
1995年出生的13歲少男。家是機械研究所，喜歡研究機械，而且頭腦聰明，但怕熱、怕冷、怕麻煩、貪睡。和加藤未來是搭檔。初音未來的支持者。
藤井加奈
1995年出生的13歲少女，成績優秀，班中的班長。和加藤大地是從幼稚園已認識的青梅竹馬，經常照顧大地。和時任翔是搭檔，對大地和未來是另一組搭檔有點在意。
時任翔
2017年出生的13歲少男。2030年當時擁有最大市場佔有率的「Energy Frontier」公司代表的兒子。對加藤博士的時間機器研究有興趣，亦進行獨自研究。其後使用時間機器回到加藤未來同時間的2008年。入讀學校後和藤井加奈成為搭檔。
R
機械人。
Leon
機械犬，帶有時間機器的功能。

## 職業
遊戲內全部職業共有30種，以下為現時已發表的職業：
護士
照顧病人、打針等，也會手術中幫忙。
新聞報導員
內有漢字讀法、英文問題的小遊戲。
寵物美容師
內有替客人的寵物洗澡的小遊戲。
遊戲製作人
將會實際遊玩其遊戲製作人所製作的作品。
足球員
內有足球的小遊戲，分為「足球知識測試」、「傳球」和「阻礙對手」三部分。
拳擊手
內有拳擊的小遊戲。
警察
內有需要穿越阻礙追捕犯人的小遊戲。
偵探
內有辨認目標人物樣貌的小遊戲。
音樂家
會出現初音未來指導遊戲，內含「演奏結他」、「以電腦作曲」和「歌唱」三部分，當中的樂曲由Digital Works Entertainment作曲、作詞，以初音未來製作。其中「歌唱」部分會實驗出現初音未來的聲音。
蛋糕廚師
內有製作蛋糕的小遊戲，分為「關於甜品的遊戲」、「製作奶油」、「製作客人要求的蛋糕」三部分。